# Davallia hookeri
Davallia hookeri là một loài dương xỉ thuộc họ Davalliaceae. Loài này được Richard Henry Beddome mô tả khoa học đầu tiên năm 1866.